# Tarenna oblonga
Tarenna oblonga là một loài thực vật có hoa trong họ Thiến thảo. Loài này được (Korth.) Bremek. miêu tả khoa học đầu tiên năm 1937.